# Cosmia rufa
Cosmia rufa là một loài bướm đêm trong họ Noctuidae.